# ラインバッカー

ラインバッカーのポジション

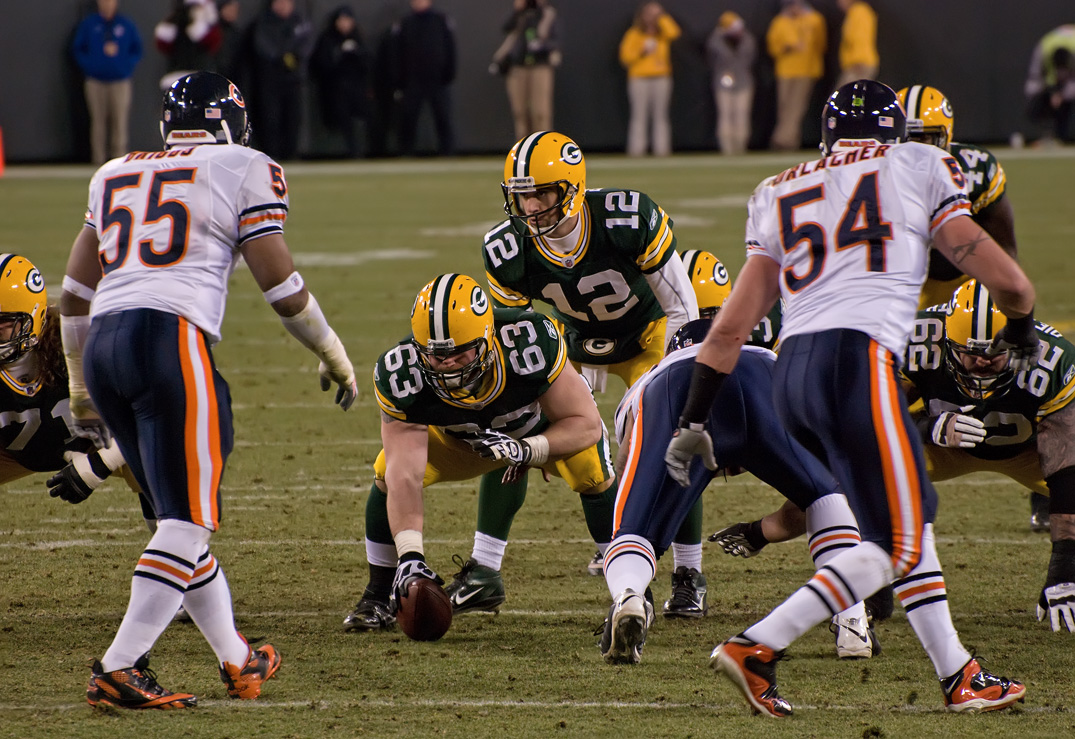
オフェンスチームと対峙するラインバッカー。手前の白色ユニフォームがラインバッカー

ラインバッカー（LB）は、アメリカンフットボール、カナディアンフットボールの守備側のポジションであり、1905年にミシガン大学のコーチによって開発されたポジションである。ラインバッカーは通常、スクリメージラインから3ヤードから5ヤード下がった所に配置され、ディフェンスラインの選手が手を地面についたスリー（又はフォー）ポイントスタンスで構えるのに対し、直立したツーポイントスタイルで構える。
ラインバッカーはランプレーを止める役割と、レシーバーをマークしてパスを阻止する役割を負い、時にはクォーターバックにプレッシャーをかけるブリッツを仕掛ける。ラインバッカーは更に守備位置により、インサイドラインバッカーとアウトサイドラインバッカーの2種類に分類されるが、インサイドラインバッカーが1人だけの場合は「ミドルラインバッカー」と呼ばれる。

## 種類

### インサイドラインバッカー
インサイドラインバッカーは、クォーターバックの守備版と言われることがよくある。 ほとんどのチームで、インサイドラインバッカーがサイドラインから次の守備のプレーコールを受け取り、選手に伝える。インサイドラインバッカーは、ランを止め、パスをカバーし、クォーターバックのランプレーを警戒（QBスパイ）し、相手クォーターバックにブリッツを仕掛けるなど、様々な役割を担うポジションであり、時には、2人のセイフティとともにロングパスを警戒する（タンパ2ディフェンス）という役割を負うこともある。様々なプレーに様々な役割で参加するため、通常、インサイドラインバッカーがチームでタックル数が一番多いポジションとなる。
また、インサイドラインバッカーが1人だけ配置されている守備隊形では、「ミドルラインバッカー」と呼ばれ、3-4守備隊形のようにインサイドラインバッカーが2人居る守備隊形では体が大きくラン守備に向いたインサイドラインバッカーを「マイク」、スピードがあり、パス守備に向いたインサイドラインバッカーを「ジャック」と呼ばれることが多い。マイクは、タイトエンドが配置されているストロングサイドか、マークしているランニングバックに合わせた守備位置に付くのに対して、ジャックはマイクの反対側かスクリメージラインからやや下がった守備位置に付く。

### アウトサイドラインバッカー

#### ストロングサイドラインバッカー
アウトサイドラインバッカーのうち、タイトエンドが配置されている側に配置されるラインバッカーは、「サム」と呼ばれる。ストロングサイドラインバッカーはタイトエンドと対峙する場面が多く、ランプレーにおいてはタイトエンドやフルバックのブロックに打ち勝つ強さが必要である。更に、パスプレーにおいてはタイトエンドへのパスをカバーすることが求められるので、強さだけではなく、パスに反応できる俊敏さと守備範囲の広さが求められる。

#### ウィークサイドラインバッカー
タイトエンドが配置されていないウィークサイドに配置されるラインバッカーは、「ウィル」と呼ばれる。ウィークサイドラインバッカーはパスをカバーする役割を負うことが多く、ラインの裏側から攻撃に反応するポジションであるので、攻撃側の動きを先読みして、俊敏に行動する能力が求められる。